# Ладо Гамсахурдія
Ладо Гамсахурдія (груз. ლადო გამსახურდია, 1991, Абхазія, Грузія) — грузинський військовий доброволець і громадський діяч, засновник та командир підрозділу Кавказький легіон у складі ЗСУ. З грудня 2024 року заочно засуджений у Російській Федерації до 18 років позбавлення волі й оголошений у міжнародний розшук.

## Біографія
Народився 1991 року
У 2020 році став співзасновником громадсько-політичного руху «Круглий стіл — Вільний Кавказ», який виступає проти російського впливу на народи Південного Кавказу. У 2023 році очолив Військовий комітет міжнародної організації «Кавказький союз».
У березні 2022 року приєднався до Грузинського національного легіону. У травні того ж року заснував Кавказький легіон, який не є військовою частиною чи підрозділом, і є об'єднанням добровольців, які після підготовки прямують до різних напрямках.

## Переслідування з боку РФ
У грудні 2024 року суд у Російській Федерації заочно засудив Ладо Гамсахурдію до 18 років ув'язнення за участь у бойових діях на боці України, звинувативши його у «найманстві». Його оголошено у міжнародний розшук через Інтерпол. Сам Гамсахурдія назвав це політично вмотивованою спробою тиску на кавказьких добровольців.